# ラク
ラク（トルコ語：rakı）とはトルコの蒸留酒の一つ。アラビア語圏のアラックに相当する。

## 概要
「ラク」の名は上記の「アラック」に由来する。ブドウから作られ、アニスで香りが付けられている。無色透明だが水を加えると非水溶成分が析出して白濁するのが特徴で、その様子からトルコ語で「アスラン・スュテュ」（aslan sütü、「獅子の乳」の意）」と呼ばれる。アルコール度数は45パーセントから50パーセントで、メゼ（前菜）と一緒に食前酒として飲まれる。東地中海地方（マシュリク）の「アラック」やギリシャの「ウーゾ」とは原材料が同じであり、同じく食前酒として飲まれているなど類似点が多い。トルコで生産されるトルコワインの多くは、飲用ではなくラクの原材料として用いられている。
日本では「イェニ・ラク」や「テキルダー」などの種類を見かけることが多い。

## 密造酒
トルコでは酒税が高率であることから、しばしばメタノールなどで増量した粗悪な密造酒が横行し問題となっている。密造酒の被害は地元住民ばかりではなく、2011年にはロシア人観光客にも及んだことから、当局はメルスィンにある密造酒製造所を摘発。密造業者や関係者22人を逮捕、さらにイスタンブール、アンタルヤでも摘発を行なった。